# Klevetov
Klevetov je malá vesnice, místní část města Letovice v okrese Blansko. Nachází se asi 3 km na jih od Letovic. Je zde evidováno 15 adres. Trvale zde žije 34 obyvatel, z toho 16 mužů, 13 žen a 5 dětí do 15 let..Vesnicí protéká klevetovský potok, který se vlévá do řeky Svitavy.
Klevetov je také název katastrálního území o rozloze 0,51 km2.